# Трамвай у Канзас-Сіті
Трамвай у Канзас-Сіті (англ. KC Streetcar) — трамвайна лінія в місті Канзас-Сіті, Міссурі, США.

## Історичний трамвай
Перші трамваї на вулицях міста з'явились у 1870 році на кінні тязі, після успіху першої лінії мережа активно розширялась. На початку 1900-х почалася електрифікація системи, яка в цілому була завершена у 1908 році. Під час свого розквіту система складалася з 25 ліній що обслуговували практично все місто.
Після Другої світової війни через поширення приватних автомобілів, та зменшення кількості пасажирів, мережа почала стрімко скорочуватись. Останній маршрут був закритий у 1957 році, мережа була замінена автобусними маршрутами.

## Сучасний трамвай
На голосуванні у 2012 році мешканці міста висловилися за повернення трамвая на вулиці міста. Проектування першої лінії закінчилося у 2013 році, та вже в травні наступного року почалися будівельні роботи на перші лінії, які в цілому завершилися наприкінці 2015 року. Рух на початкові ділянці відкрився у 2016 році, будівництво коштувало 102 млн доларів. Лінія починається біля Юніон-Стейшн та прямує на північ, через центральний діловий район міста, в напрямку Ривер-Маркет. На лінії 10 зупинок.

## Розвиток
Затверджене розширення лінії в обидва боки. Від Юніон-Стейшн лінію розширять в напрямку Канзаського університету приблизно на 6 км, відкрити розширення планується у 2022-23 роках. На північ лінію планують розширити до річки Міссурі приблизно на 1 кілометр.

## Режим роботи
Працює; у будні з 6:00 до 0:00 (у п'ятницю до 2:00), у суботу з 7:00 до 2:00 та у неділю з 7:00 до 23:00.

## Галерея

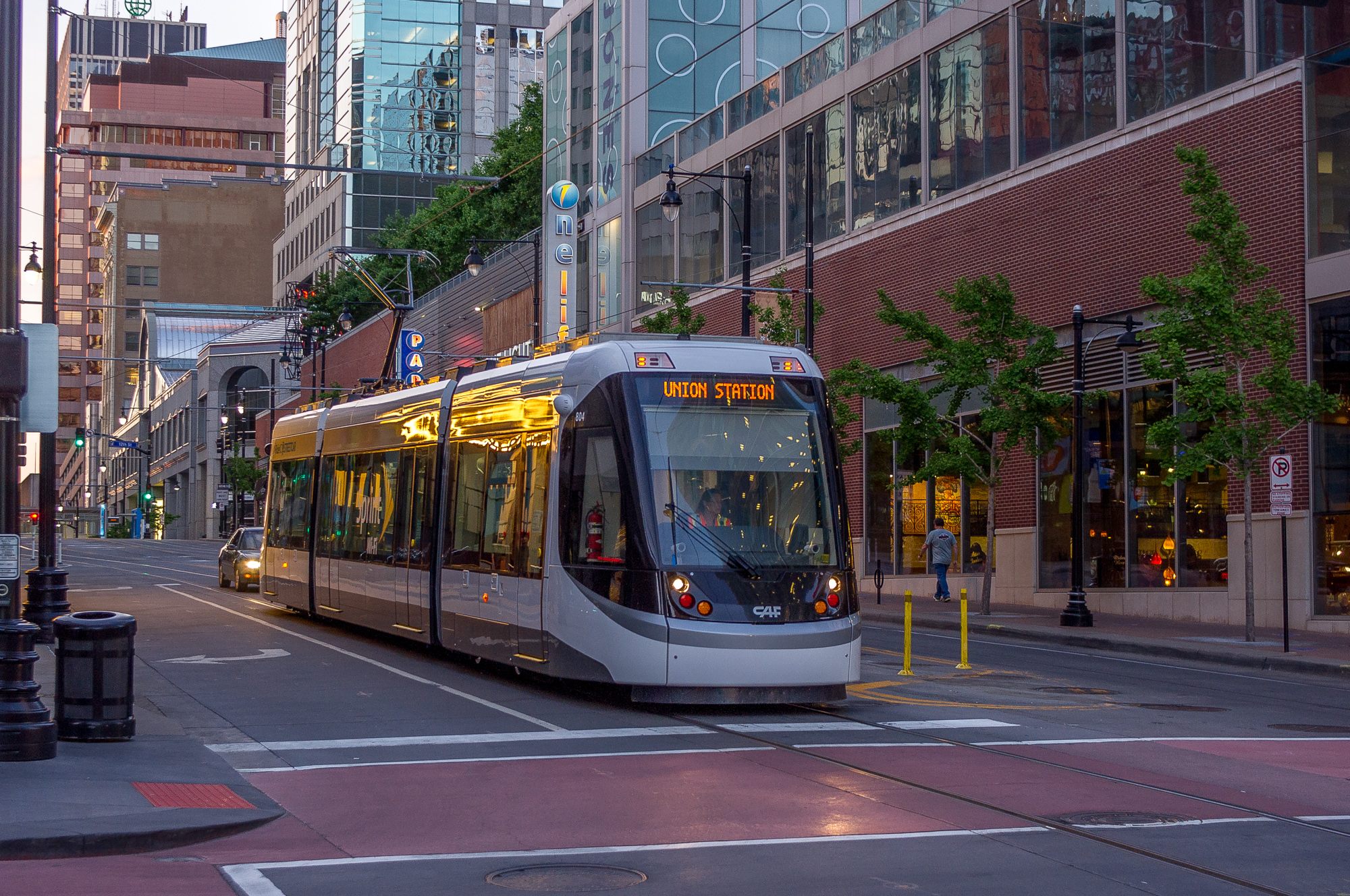
Трамвай на вулицях міста
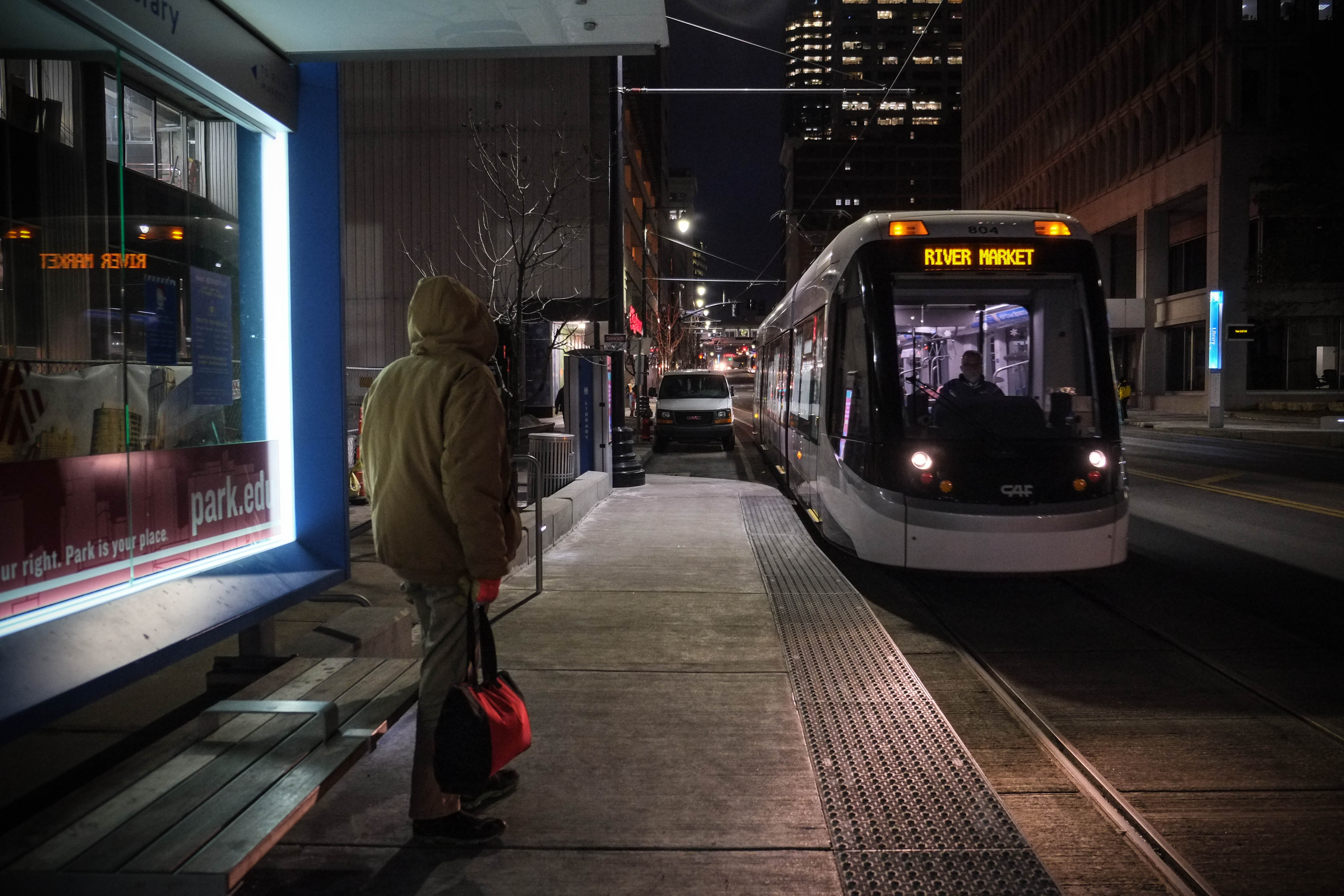
Трамвай біля зупинки
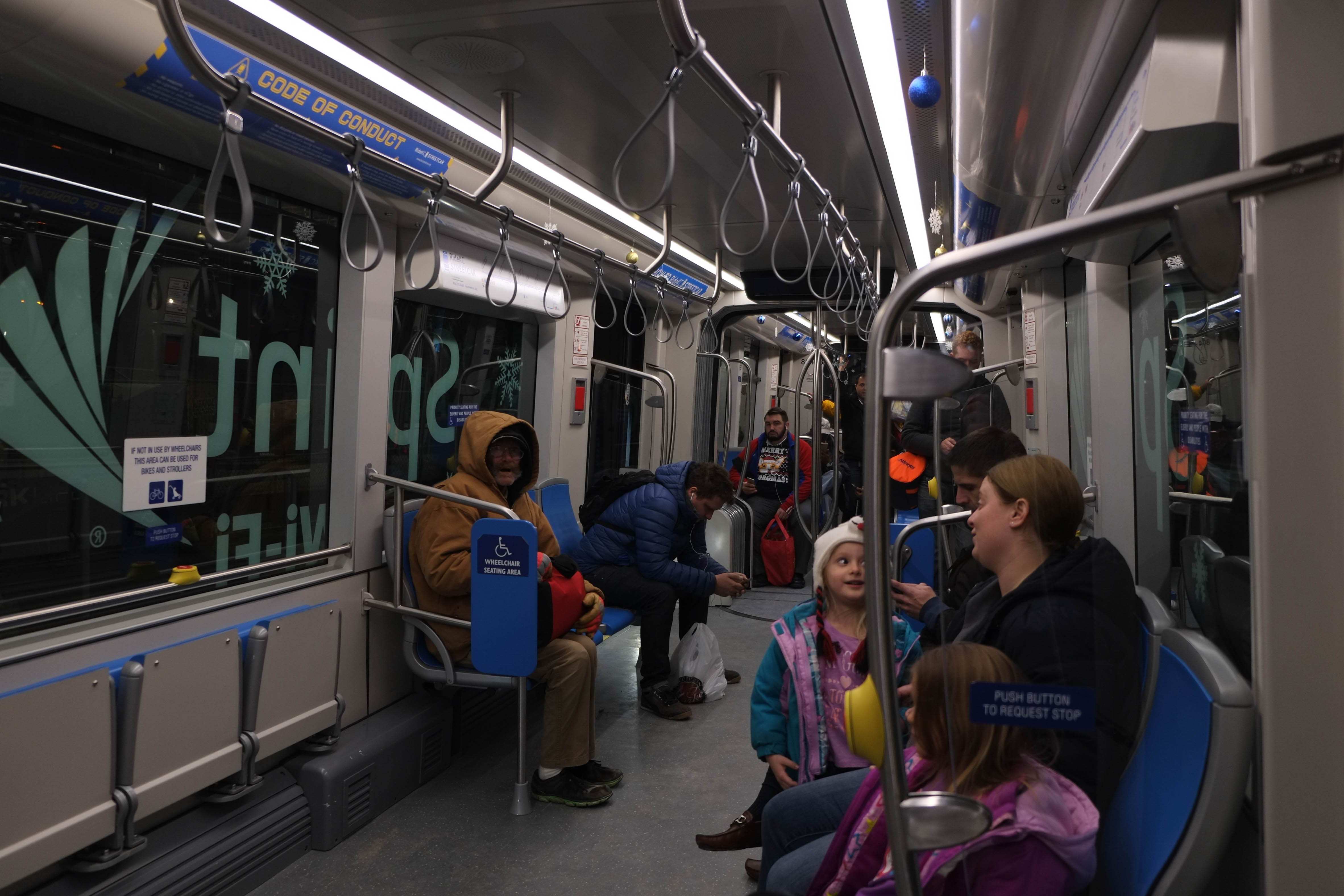
Всередині вагона